# Abanayop
Abanayop ist ein Ort in Äquatorialguinea an der südlichen Grenze zu Gabun.

## Lage
Die Stadt liegt an der Südgrenze der Provinz Centro Sur auf dem Festlandteil des Staates. Beim Ort befindet sich ein Grenzübergang nach Gabun an der Straße N 5.

## Klima
In der Stadt, die sich nah am Äquator befindet, herrscht tropisches Klima.